# Pimoa breuili
Pimoa breuili är en spindelart som först beskrevs av Fage 1931.  Pimoa breuili ingår i släktet Pimoa och familjen Pimoidae.
Artens utbredningsområde är Spanien. Inga underarter finns listade i Catalogue of Life.